# Electroválvula
Una electroválvula es una válvula electromecánica, diseñada para controlar el paso de un fluido por un conducto o tubería. La válvula se mueve mediante una bobina solenoide. Generalmente no tiene más que dos posiciones: abierto y cerrado, o todo y nada. Las electroválvulas se usan en multitud de aplicaciones para controlar el flujo de todo tipo de fluidos.
No se debe confundir la electroválvula con válvulas motorizadas, en las que un motor acciona el mecanismo de la válvula, y permiten otras posiciones intermedias entre todo y nada. 

## Clases y funcionamiento
Una electroválvula tiene dos partes fundamentales: el solenoide y la válvula. El solenoide convierte energía eléctrica, mediante magnetismo, en energía mecánica para accionar la válvula.
Existen varios tipos de electroválvulas. En algunas electroválvulas el solenoide actúa directamente sobre la válvula dando la energía necesaria para su movimiento. También es posible construir electroválvulas biestables que usan un solenoide para abrir la válvula y otro para cerrar o bien un solo solenoide que abre con un impulso de corriente y cierra con el siguiente. Estas tienen dos contactos eléctricos, de modo que al cambiar de posición la válvula abre uno de ellos y cierra el otro.

### Electroválvulas sencillas
Las electroválvulas de tipo directo pueden ser cerradas en reposo o normalmente cerradas lo cual quiere decir que cuando falla la alimentación eléctrica quedan cerradas o bien pueden ser del tipo abiertas en reposo o normalmente abiertas que quedan abiertas cuando no hay alimentación. Es decir, en el primer caso la válvula se mantiene cerrada por la acción de un muelle y el solenoide la abre venciendo la fuerza del muelle. Esto quiere decir que el solenoide debe estar activado y consumiendo energía mientras la válvula está abierta. Las normalmente abiertas, funcionan al revés.
Este tipo de válvulas se utilizan muy comúnmente en lavadoras, lavaplatos, riegos y otros usos similares.

### Electroválvulas asistidas

A- Entrada
B- Diafragma
C- Cámara de presión
D- Conducto de vaciado de presión
E- Solenoide
F- Salida.

En otro tipo de electroválvula el solenoide no controla la válvula directamente sino que el solenoide controla una válvula piloto secundaria y la energía para la actuación de la válvula principal la suministra la presión del propio fluido.
El gráfico adjunto muestra el funcionamiento de este tipo de válvula. En la parte superior vemos la válvula cerrada. El agua bajo presión entra por A. B es un diafragma elástico y tiene encima un muelle que le empuja hacia abajo con fuerza débil.  El diafragma tiene un diminuto orificio, de menos diámetro que el del conducto D, en el centro que permite el paso de un pequeño flujo de agua. Esto hace que el agua llene la cavidad C y que su presión sea igual en ambos lados del diafragma, pero un poco mayor en la parte superior, debido al empuje del muelle, por lo que presiona hacia abajo sellando la entrada. 
Mientras, el conducto D está cerrado por el núcleo del solenoide E al que un muelle empuja hacia abajo. Si se activa el solenoide, el núcleo sube y permite pasar el agua desde la cavidad C hacia la salida; como el caudal que puede pasar por D, al ser mayor su sección, es mayor que el que pasa por el orificio del diafragma, disminuye la presión en C y el diafragma se levanta permitiendo el paso directo de agua desde la entrada A a la salida F de la válvula. Esta es la situación representada en la parte inferior de la figura.
Si se vuelve a desactivar el solenoide se vuelve a bloquear el conducto D, se equilibran las presiones del agua en los dos compartimentos y el muelle situado sobre el diafragma necesita muy poca fuerza para que vuelva a bajar ya que la fuerza principal la hace la presión del propio fluido en la cavidad C.
De esta explicación se deduce que este tipo de válvula depende para su funcionamiento de que haya mayor presión a la entrada que a la salida y que si se invierte esta situación entonces la válvula abre sin que el solenoide pueda controlarla. Por esta razón se emplean principalmente en sistemas en que la salida (F) tiene salida directa a un lugar a presión atmosférica.

### Electroválvulas de tres vías
Hay electroválvulas que en lugar de abrir y cerrar lo que hacen es conmutar la entrada entre dos salidas, en una válvula de tres vías. Este tipo de electroválvulas a menudo se usan en los sistemas que tienen calefacción y preparación de agua caliente sanitaria lo que permite permutar el calentamiento de uno u otro sistema alternativamente utilizando una sola bomba de circulación. 
En los calentadores de agua circulante, el agua se calienta según va pasando por el calentador en el momento del consumo y es la propia presión del agua la que abre la válvula del gas; pero en los calentadores por acumulación esto no es posible ya que el agua se calienta mientras está almacenada en un depósito y debe hacerlo aunque no haya circulación. Normalmente se utiliza una válvula solenoide, mandada por un termostato que, cuando detecta una temperatura por debajo de la de consigna (normalmente 60 °C), desvía el agua caliente, destinada a la calefacción, por un intercambiador dispuesto en el depósito de agua caliente sanitaria y cuando el termostato determina que el agua ha llegado a la temperatura de acumulación, corta la corriente de la válvula, que vuelve a su posición de reposo, devolviendo el flujo de agua caliente al sistema de calefacción.
La https://pagmarket.ir/product/%d8%b4%db%8c%d8%b1-%d8%a8%d8%b1%d9%82%db%8c-%d8%aa%da%a9%db%8c%d9%86-%da%af%d8%a7%d8%b2-1/ después de la válvula de entrada principal de la unidad y antes del primer ramal, y se puede instalar tanto en vertical como en horizontal. Además, la dirección de la flecha en la válvula indica el flujo de gas y debe coincidir con la dirección del flujo de gas. La electroválvula monogas debe instalarse según las instrucciones del fabricante ya que en algunas electroválvulas el mandril de la electroválvula está diseñado para movimiento horizontal y en otras para movimiento vertical. Antes de conectar los cables, la corriente eléctrica requerida por la válvula solenoide de gas individual debe coincidir con las especificaciones de la placa o bobina. La válvula solenoide de un solo gas debe estar alejada del calor y su devanado debe mantenerse en un ambiente moderado tanto como sea posible.
Durante la instalación, debe asegurarse de que el interior de la válvula solenoide de gas único esté limpio.